# Fagne wallonne

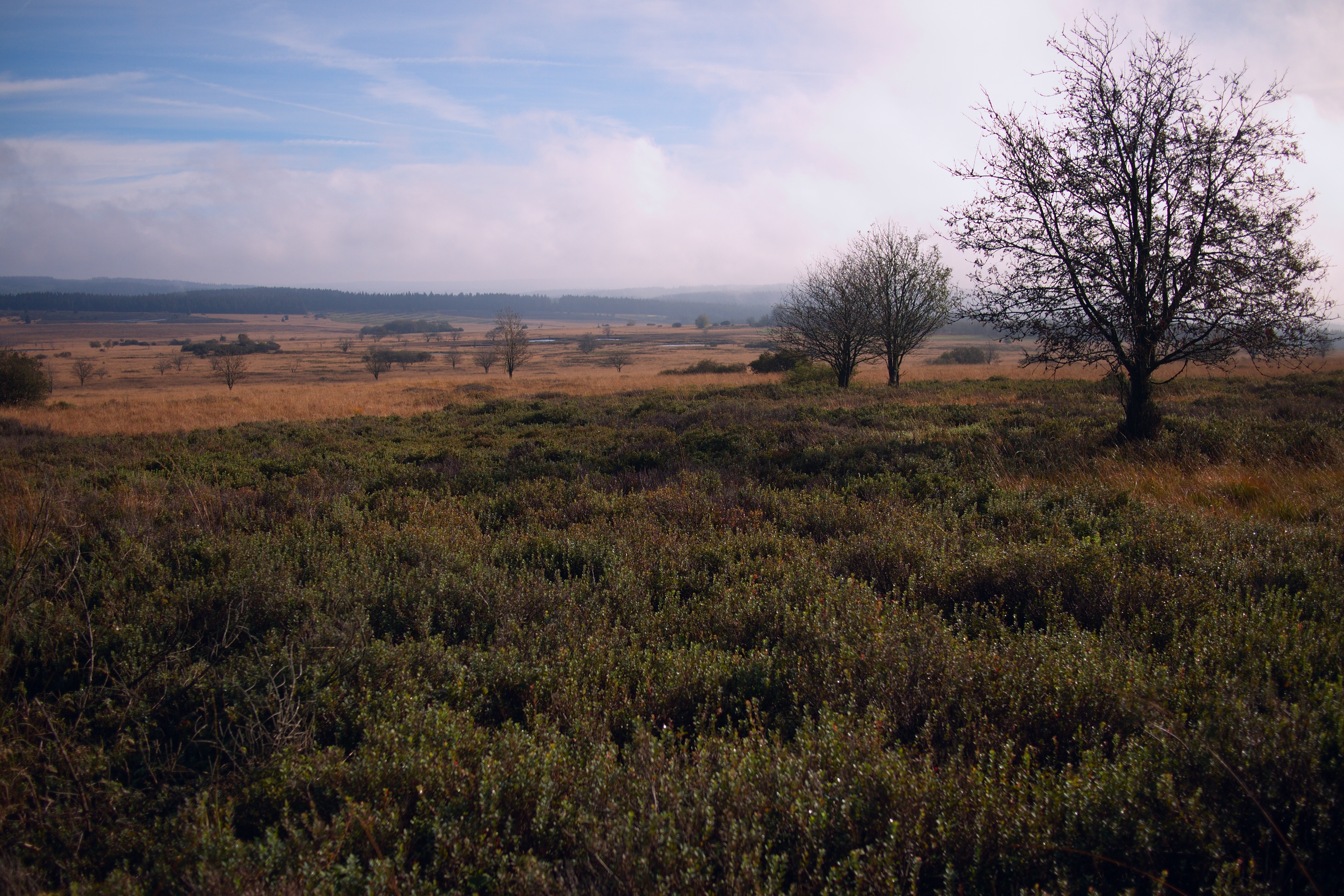
La Fagne wallonne en automne

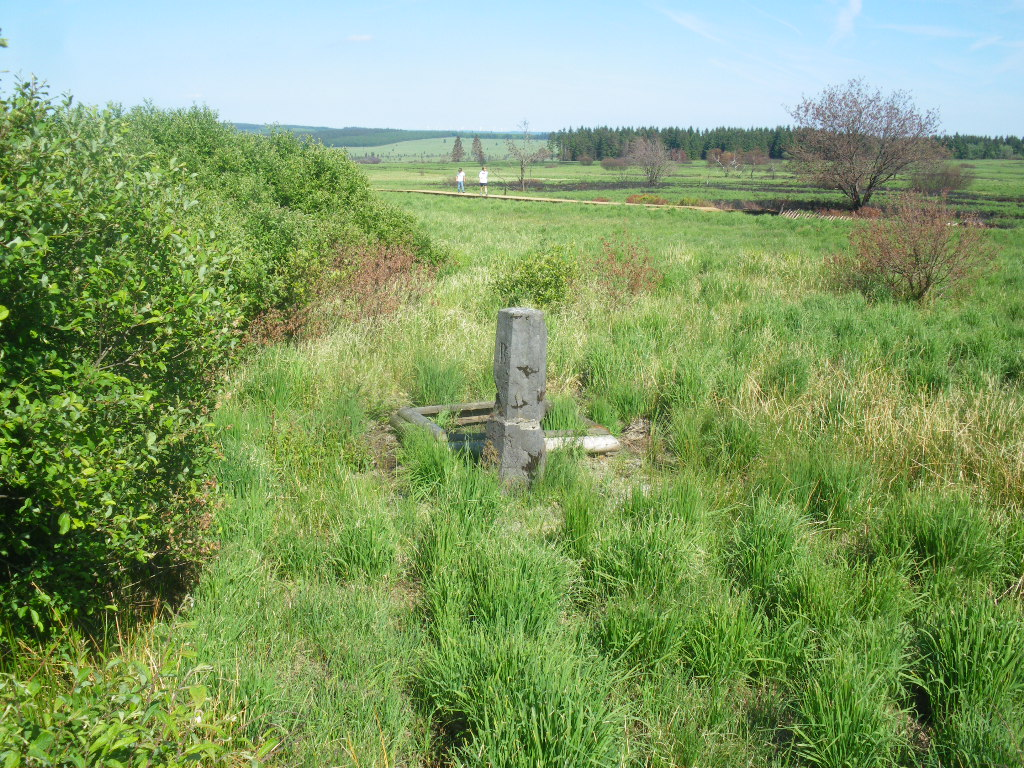
La fontaine Perigny

La Fagne wallonne est un haut plateau ardennais essentiellement constitué de landes et de tourbières situé sur le plateau des Hautes Fagnes et faisant principalement partie de la commune de Waimes en province de Liège (Belgique).

## Situation
La Fagne wallonne se situe à l'est de la Baraque Michel, du Mont Rigi et du signal de Botrange. Elle est reprise comme site de grand intérêt biologique. La Rour y prend sa source. Elle est bordée au nord par la Helle, ruisseau dont une des sources est la fontaine Perigny. Au nord de la Helle, se trouvent la Grande Fagne et la fagne des Deux-Séries qui font partie de ce même ensemble fagnard (landes et tourbières), le plus étendu de Belgique.

## Histoire
Au Moyen-Âge, la fagne wallonne se trouvait en duché de Luxembourg, sur le territoire de la seigneurie de Butgenbach. Cette seigneurie dépendant des ducs d'Orange, la fagne était appelée Terre de Nassau ou Terre d'Orange. Elle devint la fagne wallonne lorsque des villageois wallons de Robertville et de Sourbrodt (par ailleurs en conflit les uns avec les autres) y firent paître leur bétail. Le traité de Saint-Vith accordant la fagne à Sourbrodt fut signé en 1708.

## Description
D'une superficie de 660,86 ha, la fagne wallonne est un espace naturel sauvage variant de l'altitude 580 m (au bord de la Helle) à l'altitude  691 m (à 150 m du signal de Botrange). Ce qui fait de la fagne wallonne la fagne la plus élevée de Belgique.
653,68 ha font partie de la commune de Waimes et 7,18 ha se situent sur le territoire communal de Baelen. 
La fagne wallonne occupe la partie sud-est du plateau des Hautes Fagnes et se compose de tourbières hautes actives, de landes humides à molinie, de bas-marais et de nardaies.
Au niveau de la faune, on peut en outre y observer le busard Saint-Martin, la pie-grièche grise, le merle à plastron, le bruant des roseaux, le hibou des marais, la locustelle tachetée et le tarier pâtre . Le tétras lyre (coq de bruyère) est presque en voie d'extinction.

Panorama de la Fagne wallonne en hiver.

## Activités et tourisme
La circulation dans la fagne wallonne est strictement règlementée. Cette fagne se trouve en zone C (seulement accessible accompagné d'un guide mandaté). Le sentier le long de la Helle permet de la longer.

## Sources
- « La biodiversité en Wallonie », sur wallonie.be (consulté le 14 juin 2023)
- "Guide du Plateau des Hautes Fagnes" de R. Collard et V. Bronowski - Édition "Les Amis de la Fagne" 1977